# Lövsjön (Brandstorps socken, Västergötland)
Lövsjön är en sjö i Habo kommun i Västergötland och ingår i Motala ströms huvudavrinningsområde.